# Карло Костлі
Карло Костлі (ісп. Carlo Costly, нар. 17 липня 1982 року, Сан-Педро-Сула) — гондураський футболіст, нападник клубу «Реал Еспанья» та національної збірної Гондурасу. Син футболіста, учасника ЧС-1982, Ентоні Костлі.

## Клубна кар'єра
Народився в гондураському місті Сан-Педро-Сула, алу у 14 років разом з Матір'ю переїхав до Мексики, де грав в молодіжних командах клубів «Атлетіко Селая», «Монаркас», «Атлас» (Гвадалахара), УНАМ Пумас, але до основної команди так і не пробився.
У 23 роки Костлі повернувся в Гондурас, де у дорослому футболі дебютував 2006 року виступами за «Депортіво Платенсе», в якому провів один сезон, взявши участь у 19 матчах чемпіонату.
На початку 2007 року на правах оренди перейшов в ГКС (Белхатув), який влітку викупив контракт футболіста. Всього за два роки провів у польському клубі 48 матчів Влітку 2009 року на правах оренди перейшов в англійський «Бірмінгем Сіті», з яким зайняв 2 місце в Чемпіоншипі і вийшов з командою до Прем'єр-ліги. Проте закріпитись в основній команді «синіх» не зумів і влітку повернувся в ГКС (Белхатув).
Своєю грою за останню команду привернув увагу представників тренерського штабу румунського «Васлуя», до складу якого приєднався у січні 2010 року. Відіграв за васлуйську команду наступний рік своєї ігрової кар'єри, після чого на початку 2011 року повернувся в мексиканський «Атлас». Другу половину 2011 року на правах оренди провів у «Х'юстон Динамо».
З початку 2012 року був вільним агентом, поки у вересні не підписав контракт з грецькою «Верією», де провів наступний сезон, після чого став гравцем китайського клубу «Гуйчжоу Чжичен».
На початку 2014 року перейшов в гондураський «Реал Еспанья». Відтоді встиг відіграти за клуб із Сан-Педро-Сула 13 матчів в національному чемпіонаті.

## Виступи за збірну
2007 року дебютував в офіційних матчах у складі національної збірної Гондурасу. 2 червня того ж року в товариській грі проти збірної Тринідаду і Тобаго забив свій перший гол за збірну.
У складі збірної був учасником розіграшу Золотого кубка КОНКАКАФ 2007 року у США, розіграшу Золотого кубка КОНКАКАФ 2009 року у США, розіграшу Золотого кубка КОНКАКАФ 2011 року у США.
2014 року був включений в заявку на чемпіонат світу в Бразилії.
Наразі провів у формі головної команди країни 68 матчів, забивши 30 голів.